# Heilige Liga (1495)
Die sogenannte Heilige Liga von 1495 (auch Liga von Venedig) wurde von Papst Alexander VI. arrangiert. Dieser lag mit Frankreich und mehreren italienischen Staaten im Konflikt wegen seiner Versuche, für seine Kinder den Besitz von weltlichen Fürstentümern zu sichern. Nachdem König Karl VIII. von Frankreich 1494 im sogenannten Ersten Italienischen Krieg in Italien einmarschiert war, gelang es Alexander am 31. März 1495, eine Allianz der Gegner französischer Hegemonie in Italien – neben ihm selbst Ferdinand II. von Aragón und Kaiser Maximilian I., das Herzogtum Mailand und die Republik Venedig – zusammenzubringen. Deren tatsächlicher Zweck – die Vertreibung Karls VIII. aus Italien –  sollte durch die vorgebliche Aufgabe, Widerstand gegen das Osmanische Reich zu leisten, verschleiert werden.

## Mitglieder
- Kirchenstaat
- Aragón
- Heiliges Römisches Reich
- Mailand
- Venedig